# Wundacaenis
Wundacaenis je rod hmyzu z čeledi Caenidae. Do tohoto rodu se řadí tři druhy jepic. Jako první tento druh popsal Suter v roce 1993.

## Seznam druhů
Do tohoto rodu se řadí tři druhy:
- Wundacaenis angulata (Suter, 1993)
- Wundacaenis dostini (Suter, 1993)
- Wundacaenis flabellum (Suter, 1993)